# Ostrovska step - Vadin
Ostrovska step - Vadin este o arie protejată (arie specială de conservare — SAC, sit de importanță comunitară — SCI) din Bulgaria întinsă pe o suprafață de 301,29 ha, integral pe uscat.

## Localizare
Centrul sitului Ostrovska step - Vadin este situat la coordonatele 43°40′26″N 24°09′28″E / 43.674°N 24.1577°E.

## Înființare
Situl Ostrovska step - Vadin a fost declarat sit de importanță comunitară în martie 2007 pentru a proteja 4 specii de animale. Situl a fost protejat și ca arie specială de conservare în martie 2021.

## Biodiversitate
Situată în ecoregiunea continentală, aria protejată conține 1 habitat natural: Pajiști stepice panonice pe loess.
La baza desemnării sitului se află mai multe specii protejate:
- mamifere (2): hamster românesc (Mesocricetus newtoni), popândău (Spermophilus citellus)
- reptile (2): Elaphe sauromates, Testudo graeca

Pe lângă speciile protejate, pe teritoriul sitului au mai fost identificate 2 specii de plante, 2 specii de amfibieni, 4 specii de reptile.